# Olympische Winterspiele 2014/Teilnehmer (Rumänien)
| Gelbes Symbol für Goldmedaillen mit stilisierten Olympischen Ringen | Graues Symbol für Silbermedaillen mit stilisierten Olympischen Ringen | Braundes Symbol für Bronzemedaillen mit stilisierten Olympischen Ringen |
| ------------------------------------------------------------------- | --------------------------------------------------------------------- | ----------------------------------------------------------------------- |
| —                                                                   | —                                                                     | —                                                                       |

Rumänien nahm an den Olympischen Winterspielen 2014 in Sotschi mit 22 Athleten in acht Sportarten teil. Fahnenträgerin der rumänischen Delegation bei der Eröffnungszeremonie war Éva Tófalvi.

## Sportarten

### Biathlon
| Sportler        | Disziplin   | Zeit        | Fehler      | Rang |
| --------------- | ----------- | ----------- | ----------- | ---- |
| Frauen          |             |             |             |      |
| Éva Tófalvi     | Einzel      | 47:30,8 min | 1 (0+0+1+0) | 21   |
| Éva Tófalvi     | Massenstart | 37:50,9 min | 2 (1+0+0+1) | 20   |
| Éva Tófalvi     | Sprint      | 22:01,5 min | 1 (1+0)     | 22   |
| Éva Tófalvi     | Verfolgung  | 32:15,3 min | 3 (1+2+0+0) | 26   |
| Männer          |             |             |             |      |
| Cornel Puchianu | Einzel      | 56:10,4 min | 4 (0+0+1+3) | 60   |
| Cornel Puchianu | Sprint      | 25:50,7 min | 0 (0+0)     | 30   |
| Cornel Puchianu | Verfolgung  | 38:19,8 min | 6 (0+2+1+3) | 47   |

### Bob
| Sportler                                                                        | Disziplin | Lauf 1  | Lauf 1 | Lauf 2  | Lauf 2 | Lauf 3  | Lauf 3 | Lauf 4  | Lauf 4 | Gesamt      | Gesamt |
| Sportler                                                                        | Disziplin | Zeit    | Rang   | Zeit    | Rang   | Zeit    | Rang   | Zeit    | Rang   | Zeit        | Rang   |
| ------------------------------------------------------------------------------- | --------- | ------- | ------ | ------- | ------ | ------- | ------ | ------- | ------ | ----------- | ------ |
| Frauen                                                                          |           |         |        |         |        |         |        |         |        |             |        |
| Maria Constantin Andreea Grecu                                                  | Zweierbob | 59,04 s | 17     | 59,08 s | 17     | 59,38 s | 17     | 59,09 s | 16     | 3:56,59 min | 17     |
| Männer                                                                          |           |         |        |         |        |         |        |         |        |             |        |
| Nicolae Istrate Florin Cezar Crăciun                                            | Zweierbob | 57,39 s | 17     | 57,19 s | 17     | 57,24 s | 17     | 57,16 s | 18     | 3:48,98 min | 17     |
| Andreas Neagu Dănuț Moldovan Florin Crăciun Paul Muntean Bogdan Laurentiu Otavă | Viererbob | 56,25 s | 23     | 56,16 s | 22     | 56,62 s | 27     | DNQ     | DNQ    | 2:49,03 min | 24     |

### Eiskunstlauf
| Sportler       | Disziplin | Kurzprogramm | Kurzprogramm | Kür    | Kür  | Gesamt | Gesamt |
| Sportler       | Disziplin | Punkte       | Rang         | Punkte | Rang | Punkte | Rang   |
| -------------- | --------- | ------------ | ------------ | ------ | ---- | ------ | ------ |
| Männer         |           |              |              |        |      |        |        |
| Zoltán Kelemen | Einzel    | 60,41        | 24           | 98,35  | 23   | 158,76 | 23     |

### Rodeln
| Sportler                              | Disziplin | Lauf 1   | Lauf 1 | Lauf 2   | Lauf 2 | Lauf 3   | Lauf 3 | Lauf 4   | Lauf 4 | Gesamt       | Gesamt |
| Sportler                              | Disziplin | Zeit     | Rang   | Zeit     | Rang   | Zeit     | Rang   | Zeit     | Rang   | Zeit         | Rang   |
| ------------------------------------- | --------- | -------- | ------ | -------- | ------ | -------- | ------ | -------- | ------ | ------------ | ------ |
| Frauen                                |           |          |        |          |        |          |        |          |        |              |        |
| Raluca Strămăturaru                   | Einzel    | 52,862 s | 31     | 51,821 s | 29     | 52,238 s | 29     | 52,083 s | 27     | 3:29,004 min | 30     |
| Männer                                |           |          |        |          |        |          |        |          |        |              |        |
| Valentin Crețu                        | Einzel    | 53,562 s | 31     | 53,279 s | 27     | 52,902 s | 28     | 53,142 s | 32     | 3:32,885 min | 29     |
| Nicolae Șovǎialǎ Alexandru Teodorescu | Doppel    | DNS      | DNS    | DNQ      | DNQ    | DNQ      | DNQ    | DNQ      | DNQ    | DNS          | DNS    |

| Sportler                              | Disziplin   | Lauf | Lauf | Gesamt | Gesamt |
| Sportler                              | Disziplin   | Zeit | Rang | Zeit   | Rang   |
| ------------------------------------- | ----------- | ---- | ---- | ------ | ------ |
| Mixed                                 |             |      |      |        |        |
| Raluca Strămăturaru                   | Teamstaffel | DNS  | DNS  | DNS    | DNS    |
| Valentin Crețu                        | Teamstaffel | DNQ  | DNQ  | DNS    | DNS    |
| Nicolae Șovǎialǎ Alexandru Teodorescu | Teamstaffel | DNQ  | DNQ  | DNS    | DNS    |

### Skeleton
| Athlete               | Event  | Lauf 1  | Lauf 1 | Lauf 2  | Lauf 2 | Lauf 3  | Lauf 3 | Lauf 4  | Lauf 4 | Gesamt      | Gesamt |
| Athlete               | Event  | Zeit    | Rang   | Zeit    | Rang   | Zeit    | Rang   | Zeit    | Rang   | Zeit        | Rang   |
| --------------------- | ------ | ------- | ------ | ------- | ------ | ------- | ------ | ------- | ------ | ----------- | ------ |
| Frauen                |        |         |        |         |        |         |        |         |        |             |        |
| Maria Marinela Mazilu | Einzel | 59,99 s | 19     | 59,89 s | 20     | 59,63 s | 20     | 59,11 s | 20     | 3:58,62 min | 20     |
| Männer                |        |         |        |         |        |         |        |         |        |             |        |
| Dorin Dumitru Velicu  | Einzel | 58,72 s | 27     | 58,44 s | 25     | 58,91 s | 27     | DNQ     | DNQ    | 2:56,07 min | 25     |

### Ski Alpin
| Sportler                 | Disziplin          | Lauf 1      | Lauf 1 | Lauf 2      | Lauf 2 | Gesamt      | Gesamt |
| Sportler                 | Disziplin          | Zeit        | Rang   | Zeit        | Rang   | Zeit        | Rang   |
| ------------------------ | ------------------ | ----------- | ------ | ----------- | ------ | ----------- | ------ |
| Frauen                   |                    |             |        |             |        |             |        |
| Ania Monica Caill        | Abfahrt            | –           | –      | –           | –      | DNF         | DNF    |
| Ania Monica Caill        | Alpine Kombination | 1:51,91 min | 34     | 1:02,04 min | 22     | 2:53,95 min | 22     |
| Ania Monica Caill        | Riesenslalom       | 1:28,53 min | 55     | 1:28,73 min | 51     | 2:57,26 min | 51     |
| Ania Monica Caill        | Super G            | –           | –      | –           | –      | 1:33,73 min | 30     |
| Männer                   |                    |             |        |             |        |             |        |
| Ioan Valeriu Achiriloaie | Abfahrt            | –           | –      | –           | –      | 2:17,46 min | 46     |
| Ioan Valeriu Achiriloaie | Alpine Kombination | DNF         | DNF    | DNQ         | DNQ    | DNF         | DNF    |
| Alexandru Barbu          | Riesenslalom       | 1:29,47 min | 52     | 1:29,77 min | 47     | 2:59,24 min | 48     |
| Alexandru Barbu          | Slalom             | 52,82 s     | 44     | 59,84 s     | 21     | 1:52,66 min | 21     |

### Skilanglauf
| Sportler               | Disziplin       | Zeit        | Rückstand    | Rang |
| ---------------------- | --------------- | ----------- | ------------ | ---- |
| Frauen                 |                 |             |              |      |
| Tímea Sára             | 10 km klassisch | 34:48,2 min | +6:30,4 min  | 62   |
| Tímea Sára             | 15 km Skiathlon | 46:43,0 min | +8:09,4 min  | 60   |
| Männer                 |                 |             |              |      |
| Paul Constantin Pepene | 15 km klassisch | 43:39,4 min | + 5:09,7 min | 62   |
| Paul Constantin Pepene | 30 km Skiathlon | 1:13:36,2 h | + 5:20,8 min | 48   |

| Sportler                                     | Disziplin  | Qualifikation | Qualifikation | Achtelfinale | Achtelfinale | Halbfinale   | Halbfinale | Finale | Finale |
| Sportler                                     | Disziplin  | Zeit          | Rang          | Zeit         | Rang         | Zeit         | Rang       | Zeit   | Rang   |
| -------------------------------------------- | ---------- | ------------- | ------------- | ------------ | ------------ | ------------ | ---------- | ------ | ------ |
| Frauen                                       |            |               |               |              |              |              |            |        |        |
| Tímea Sára                                   | Sprint     | 2:48,16 min   | 49            | DNQ          | DNQ          | DNQ          | DNQ        | DNQ    | DNQ    |
| Männer                                       |            |               |               |              |              |              |            |        |        |
| Paul Constantin Pepene                       | Sprint     | 3:51,54 min   | 65            | DNQ          | DNQ          | DNQ          | DNQ        | DNQ    | DNQ    |
| Florin Daniel Pripici                        | Sprint     | 3:52,68 min   | 68            | DNQ          | DNQ          | DNQ          | DNQ        | DNQ    | DNQ    |
| Paul Constantin Pepene Florin Daniel Pripici | Teamsprint | –             | –             | –            | –            | 26:06,80 min | 9          | DNQ    | DNQ    |

### Skispringen
| Sportler           | Disziplin     | Qualifikation | Qualifikation | Qualifikation | 1. Durchgang | 1. Durchgang | 1. Durchgang | 2. Durchgang | 2. Durchgang | 2. Durchgang | Gesamt | Gesamt |
| Sportler           | Disziplin     | Weite         | Punkte        | Rang          | Weite        | Punkte       | Rang         | Weite        | Punkte       | Rang         | Punkte | Rang   |
| ------------------ | ------------- | ------------- | ------------- | ------------- | ------------ | ------------ | ------------ | ------------ | ------------ | ------------ | ------ | ------ |
| Männer             |               |               |               |               |              |              |              |              |              |              |        |        |
| Sorin Iulian Pîtea | Normalschanze | 086,0 m       | 90,2          | 45            | DNQ          | DNQ          | DNQ          | DNQ          | DNQ          | DNQ          | DNQ    | DNQ    |
| Sorin Iulian Pîtea | Großschanze   | 101,5 m       | 59,6          | 51            | DNQ          | DNQ          | DNQ          | DNQ          | DNQ          | DNQ          | DNQ    | DNQ    |